# 大寧江駅
大寧江駅（テリョンガンえき、朝鮮語: 대령강역）は、朝鮮民主主義人民共和国平安北道大館郡にある駅であり、平北線に属する。 

## 歴史
- 1939年9月27日：大館駅として開業[1]。
- 日時不明：大寧江駅に改称。

## 隣の駅
平北線
八営駅 - 大寧江駅 - 新温駅